# Bellactis ilkalyseae
Bellactis ilkalyseae är en havsanemonart som beskrevs av Archana Dube 1983. Bellactis ilkalyseae ingår i släktet Bellactis och familjen Sagartiidae. Inga underarter finns listade i Catalogue of Life.